# Uber Eats

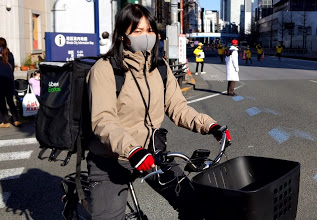
UberEatsの自転車便（日本・東京都）

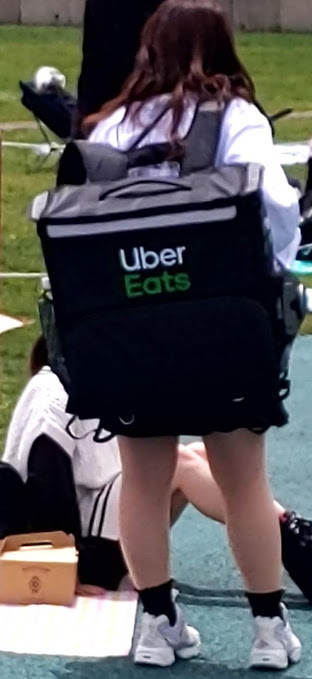
徒歩による配達も行われる

Uber Eats （ウーバーイーツ）は、 Uberが2014年8月26日に立ち上げたアメリカのオンラインフード注文・配達プラットフォームで、カリフォルニア州サンフランシスコに拠点を置く。
ウェブブラウザや、iOSおよびAndroidに対応のモバイルアプリケーションを使って、対応している飲食店に出前を注文できる。

## 歴史
自動車配車ウェブサイトおよび配車アプリを手掛けるウーバー・テクノロジーにより、2014年8月26日、カリフォルニア州サンタモニカで、「UberFRESH」という名称でサービスを開始し、2015年にサービス名を「UberEATS」に改名、Uberユーザー向けアプリケーションから分離する形でUber EATSの注文アプリケーションをリリースした。2018年時点において、サービスは「ランレートで6億もの注文数があり200%成長している」としている。利用可能都市も250都市に及ぶものの、Uberが利用可能な300都市と同等にする必要があるとされている。2022年9月、ニューロとUber Eatsは、カリフォルニア州とテキサス州で自動配送ロボットによる食品配達を開始するため10年間のパートナーシップを発表した。

## 運営
ウェブブラウザやiOS、Android対応アプリケーションを使用し、提携している飲食店のメニューから注文することができる。また、配達員に対してチップを渡す機能もある。
アプリケーションはユーザーの居場所を探知し、現時点で営業している飲食店を表示する。支払いは、Uberに登録されたクレジットカード、デビットカードに対応している。料理は車やバイクや徒歩で配達される。日本では、配送手数料を含め10,000円以下の注文に限り、現金払いの配達が可能である。
注文時、配送料と料理の代金を合わせた総支払額が提示される。Uber Eats の注文には包装等が必要となるため店頭での販売価格と異なることがあり、配送料は主に距離を基とし、レストランや市場要因が価格に影響する場合があり、混雑エリアでは通常よりも高い場合もある。2018年8月には、一律$4.99だった配送料を、距離に応じて変動する値段に変更し、2ドルから8ドルの範囲になっている。
注文後に配達状況を追跡することができる。
時折、店舗を持っていない料理人を含め、知名度を上げる目的で、地元の有名料理人が料理を提供することがある。
都市によっては、配達者登録することによって自分の二輪車や自動車もしくは徒歩で配達することができる。配達者は、配達回数や飲食店と配達先との距離に応じて報酬を受け取ることができる。ほとんどの都市では、配達者登録ができるのは19歳以上である。Uberドライバーも配達者登録が可能である。

## 日本における展開
2016年9月29日に東京でサービスを開始した。UberEatsJapan合同会社により運営されている。サービスエリアは2021年末時点で、全47都道府県にわたる。
2020年には新型コロナウイルスの感染拡大に伴い需要が急増した。また、提携飲食店に対して、初期手数料の支払い免除やアプリ内プロモーションの費用負担といった支援策を行った。こうした飲食店への支援について、神戸市や渋谷区とも提携している。また、医療従事者や難病児の家族、貧困家庭の児童に対して、計3万食の食事を無料提供する取り組みを行うこととなった。2020年8月からは鹿児島市と宮崎市と熊本市と大分市がサービスを開始する。 それぞれの開始日は、鹿児島市が8月4日、宮崎市が6日、熊本市が11日、大分市が13日。
同年8月8日には、月額980円を支払うことで、全てのレストランが1注文1,200円以上で配送料が0円となるサブスプリクションサービスであるEatsパスをスタート。通常、配達料は50円から500円の間で店との距離などにより算出されるため、Eatsパスに加入すると、遠い店なども注文しやすくなるメリットがある。
同年9月1日、三井住友海上火災保険は、包括連携協定を締結し、配達パートナーの交通事故防止に対する支援と、地域経済の活性化、配達パートナー向けのオリジナル安全運転啓発コンテンツ作成を支援することを発表した。また、オージーケーカブト (OGK) と連携し、配達パートナー向けにヘルメットの装着や安全性の高い装着方法の啓発、配達パートナーや事故関係者との事故解決につながる体制構築も支援する。
2021年9月14日、同月28日から徳島県（徳島市）、島根県（松江市）、鳥取県（鳥取市）、福井県（福井市）でサービスを開始することを発表した。これにより、全47都道府県に進出したことになった。
2021年12月14日、Uber Eatsは日本の実業家前澤友作と提携して国際宇宙ステーションに食品を送り、初めて宇宙での食品配達の完了もしている。配達距離は約400km、配達までに約8時間34分がかかった。
2024年3月28日、医療機関にオンライン診療などのシステムを提供する企業と薬局チェーンとの連携をおこない、全国で処方薬の配達サービスを開始することを発表。

## Uber Eats 配達パートナー
自転車や原付バイクで注文者の元に料理を届ける配達員のことをUber Eats 配達パートナーと呼ぶ。2020年現在、ギグワーカーの代表例である。
配達パートナーは配達用バッグとして、前面に「Uber Eats」と書かれた黒色や緑色の立方形型の大型リュックサックを背負う。これは視覚的に非常に特徴的で印象的なバッグであるため、配達パートナーおよびウーバーイーツそのものの象徴として世に認知された。この大型配達リュックサックのことを一部配達パートナーのなかでは「ウバッグ」と通称する。また、配達パートナーがウーバーイーツの配達員として稼働することを「ウバ活」と通称する。
配達パートナーは個人事業主の立場であるため、アプリをオンラインにするだけで好きな時に好きな場所で稼働でき、週単位で収入を得ることができる。例えば天候によって休業することも、体力の続く限り継続12時間以内、何日でも上限なく稼働することも可能である。また国籍（日本では労働ビザなしだと不可）や年齢（日本では18歳未満は不可）、学歴不問、採用試験無しなど条件が緩いため、副業としても人気が高い。
寒冷地では安全上の問題から、冬季においての自転車・バイクによる新規登録受け付けを一時的に制限している場合がある。2021年6月21日より試験的に東京都区部での徒歩配達を開始した。
登録に必要な条件：
- 写真付きの身分証
- 下記のいずれかの車両の登録
  - 自転車
  - 原付バイク（125 cc以下）
  - 事業用車の軽貨物車両または緑ナンバーバイク
- 配達用の保温バッグ（ロゴ入りUber eatsバッグの利用は推奨で、強制されるものではない）
- スマートフォン、タブレット等パートナー用アプリをインストール出来る端末。
- パートナー用アプリ
- UberEatsとの取引に対応した銀行口座
- 18歳以上

東京国税局は日本法人に対して、配達員の氏名・住所や2019年の取引（報酬）額、銀行口座などの情報提供を要請し、同法人が応じたことが2021年6月に明らかになった。日本法人によると、副業で配達員をしていて、年間所得が20万円を超える場合は確定申告が必要としている。

## Uber Eats プロモーションコード
注文時に利用できる割引クーポンのこと。英数字を羅列したコードであり、割引になる金額や対象商品、対象地域、利用期限等はクーポンごとに異なる。割引の他にも配達手数料が無料になるものやサービス品がついてくるものなど多様なサービスのためのプロモーションコードが存在する。プロモーションコードの多くは一度の注文につき750円から1500円程度の割引が可能なものが大半であるため、一食分の食費が丸々浮くことも珍しくない。転じて、ネットスラングにおいてはプロモーションコードのことを『タダ飯クーポン』と通称する。

## Uber Eats 配達パートナー 紹介コード
Uber Eatsでは配達パートナー募集にあたり紹介キャンペーンを行なっている。すでに配達パートナーとして登録している人から紹介を受けて、新たに配達パートナーとなったひとが一定の配達条件をクリアすると、紹介者側に高額な報酬（30,000円など）が支払われる仕組みである。
この紹介コードを利用してもらうために、配達員になるための方法や稼ぎ方を新規配達パートナー向けにアドバイス（宣伝）をしているYoutuberやブロガーも多い。
配達パートナー紹介コードは、配達パートナー1人につき1つ与えられる固有の識別番号であり、英数字を羅列したものである。数千名に紹介することで、配達を行わなずに紹介で稼ぐブロガーやYoutuberも多い。

## 利用できる国
※は公式サイトに掲載が無く確認できない国
- アルゼンチン
- オーストラリア
- ベルギー
- ブラジル
- カナダ
- チリ
- コロンビア
- コスタリカ※
- ドミニカ共和国※
- エクアドル
- エルサルバドル※
- フランス
- グアテマラ
- 香港※
- アイルランド
- イタリア
- 日本
- ケニア※
- メキシコ
- オランダ※
- ニュージーランド
- パナマ※
- ポーランド
- ポルトガル
- レユニオン※
- 南アフリカ共和国
- スペイン
- スリランカ※
- スウェーデン
- スイス
- 台湾
- ウクライナ※
- イギリス
- アメリカ合衆国
- ベネズエラ※

## 社会貢献
2022年2月24日に発生したロシアによるウクライナ侵攻に伴い、多くのウクライナの文化財・美術品・蔵書が被災し、ユネスコが緊急支援に乗り出したが、修復技師や必要な文化資材を送り届ける術がなかった。そこで戦時下で配達サービスが無くなったUber Eatsが輸送業務を請け負うことになり、貴重な文化遺産が救われることになった。

## 日本における問題点・不祥事

### 運転マナーと違法性
配達パートナーによる運転マナーの悪さが指摘されている。
2020年4月は配達パートナーの死亡事故が発生。同年5月には自転車で首都高速道路を走行するといった事案が起きている。同年8月千葉県船橋市内にて当て逃げ事件も発生している。
2021年3月、東京都は、自転車などを利用した食事の宅配代行サービスを手がける事業者に対し、配達員ひとりひとりに「背番号」を着けさせるよう求める方針を固めた。また、配達に使用するために自転車を繰り返し盗んだとして、パートナーが窃盗容疑で逮捕された事例もある。

### 配達員による事故と本社提訴
2020年10月23日、ウーバーイーツの配達員が60代女性に追突、怪我を負わせた事件で、女性が配達員とウーバージャパン本社を提訴した。ウーバージャパン本社はコメントに応じていない。

### 無認可運行
125ccを超えるバイクを使う場合は貨物自動車運送事業法が適用されるため、事業用自動車（緑ナンバー）としての届け出を行う必要がある。2020年には、無届けの自家用自動車を使って配達を行ったとして、貨物自動車運送事業法違反で摘発される例が出ている。

### 偽装配達員
上述のように、一部の配達パートナーによる事故・不祥事が相次いだこともあってか、配達パートナーがあおり運転や暴言の被害に遭うことがあり、中にはUber Eatsのロゴマークを隠した状態で業務にあたる者もいるとFNNが報じている。ただし多くは他社の業務委託配達員で、ロゴマークを隠して業務にあたるように命じられているものである。

### 廃棄騒動
2019年12月4日、配達パートナーが注文した商品を配達せず、住宅の共用スペースのごみ箱に廃棄した事が発覚した。

### 労働条件
配達パートナーの立場が個人事業主の扱いとなっている。そのために、2019年9月までは配達パートナーが就業中に交通事故にあった際はUber本社から労災保険や補償金といった支払いが対人・対物への賠償を除き一切無かったことや、報酬や評価について不透明な点があるといった問題点もある。
2019年10月には働き方の改善を求めて、複数の配達パートナーがウーバーイーツユニオン（労働組合）を結成するという事態にもなっている。
2021年9月からは、配達パートナーが就業中に交通事故にあった際は労災保険で補償金の支払い対象となった。配達パートナーが労災保険を受けるには事前に労災特別加入に加入（任意）していることが条件となる。
2022年11月25日、東京都労働委員会はウーバーイーツユニオンの行っていた団体交渉救済申立てに対して団体交渉応諾命令を出した。これによって配達員は会社側と労働条件などに関して対等に話し合える可能性が出てきた。

### 不法就労と配達員登録の停止
配達員の出入国管理法違反（不法残留）が相次いで発覚しており、日本法人とその代表者、コンプライアンス担当者が書類送検される事例も報じられている。
留学生として日本への在留資格を持つ外国人に対し、日本法人が新規の配達員としての登録を停止したことが、2021年9月の新聞報道で判明。前述の数多の問題や不祥事を受け、「法令遵守が担保できない」と判断した模様だが、配達員の絶対数の減少につながり、サービスの向上が期待、または低下が懸念されている。

### 事故増加との関連
日本では人口減少で自転車やバイクの利用数が減少する中、2017年以降に自転車やバイク運転中の単独・軽傷の事故が増加している。特に東京都内など都市部で顕著であるが、ウーバーイーツのサービス開始と重なっていることから、配達中の事故が原因と推測されている。

## テレビ番組
- 日経スペシャル カンブリア宮殿 急成長を遂げる飲食業界の黒船 知られざるウーバーイーツの舞台裏（2021年1月14日、テレビ東京）- 出演：ウーバーイーツ日本代表 武藤友木子[47]。

## 日本におけるCM
「Uber Eatsでいいんじゃない?」「今夜私が頂くのは...」というキャッチフレーズで2019年から放映されるようになった。
歴代の出演者
- 新井愛瞳
- 錦織圭&くっきー（野性爆弾）
- 小松菜奈&黒柳徹子
- 阿部寛&山田孝之
- えなりかずき&ゆりやんレトリィバァ
- 松嶋菜々子&Matt
- 安達祐実&芦田愛菜
- 葉加瀬太郎&ムック
- 夏木マリ
- 中尾明慶&仲里依紗[48]